# Políticas de acceso a la educación superior
Las políticas de acceso a la educación superior comprenden un conjunto de mecanismos organizados por el Estado a través de sus instituciones públicas para garantizar el derecho a la educación de tercer nivel en varios países. Según la disposición estatal, estos requisitos son requeridos a nivel nacional, local o propio de cada institución de educación superior. Constan de varios requisitos siendo el fundamental haber culminado la educación secundaria o estar en proceso de titulación de dicho grado académico, el resto incluyen, aunque no necesariamente, procesos como: exámenes de aptitudes, exámenes de conocimientos, entrevistas, historial académico en la educación secundaria.

## Mecanismos
Existen diversos mecanismos de acceso a la educación superior que se encuentran definidos por el Estado. Estos mecanismos suelen estar definidos en leyes, normativas, instituciones públicas que rigen la educación superior o rigen exclusivamente el acceso.
Incluso hay países donde el normativa expide criterios mínimos para las universidades, las academias superiores o las instituciones de formación profesional superior, entre otros; siendo estos últimos los que escogen en última instancia los mecanismos de acceso a sus instituciones.
A discreción de cada uno de los países, los mecanismos rigen especialmente a las instituciones de educación superior pública, aplicando en la educación superior privada normativas básicas en la mayoría de casos. Por ejemplo, un país puede tener un examen de acceso a las universidades públicas a nivel nacional, pero cada universidad privada puede tener su propio examen e incluso otros mecanismos.

### Examen de aptitud
Los exámenes de aptitudes o pruebas de aptitud académica son mecanismos de ingreso a la educación superior que seleccionan bajo un criterio meritocrático a los evaluados, midiendo las habilidades y conocimientos.
Las secciones del examen de aptitudes suelen ser, pero no se limitan a:
- Razonamiento Verbal.
- Razonamiento Lógico/Matemático.
- Razonamiento Abstracto.[10]

### Examen de conocimientos
Los exámenes de conocimientos funcionan igual que los de aptitud, solo que estos midiendo conocimientos específicos de algunas materias. En ocasiones las materias evaluadas dependen de la carrera de interés a la que están aplicando. Por ejemplo, medir conocimientos de anatomía, biología y ciencias naturales a estudiantes que aspiran a las áreas de salud como la carrera de medicina o enfermería.
En algunas situaciones, los conocimientos evaluados dependen de los conocimientos adquiridos durante la educación secundaria como lo son: matemáticas, física, química, lenguaje, historia, entre otros.
Estos exámenes pueden estar mezclados con los de aptitudes, teniendo un solo examen que mezcla componentes de aptitud con conocimientos.

### Historial académico
El historial académico es el conjunto de notas obtenidas durante la educación formal. Siendo un mecanismo de acceso, sirve para asignar un promedio de todas las notas adquiridas en distintos niveles. En algunos países este historial comprende la educación media superior o bachillerato mientras que en otras situaciones usa también las notas de la educación media e incluso básica.
Este promedio obtenido por estudiante sirve para escoger bajo un criterio de mérito a los mejores puntuados para que obtengan un cupo a la educación superior. Este criterio no suele ser usado como único mecanismo de ingreso y suele estar unido con otros mecanismos como pruebas, teniendo como puntaje total para aplicar a la educación superior usando el historial académico y el resultado de dicho examen.

### Entrevistas
Este mecanismo es usado principalmente por las instituciones de educación superior privada. Constan de preguntas hacia los estudiantes para evaluar sus conocimientos o puntos de interés relacionado con el área de conocimiento al que aplican o conocimiento general, sumado a preguntas sobre actitudes, aspiraciones personales.